# Tadeusz Żółkiewski

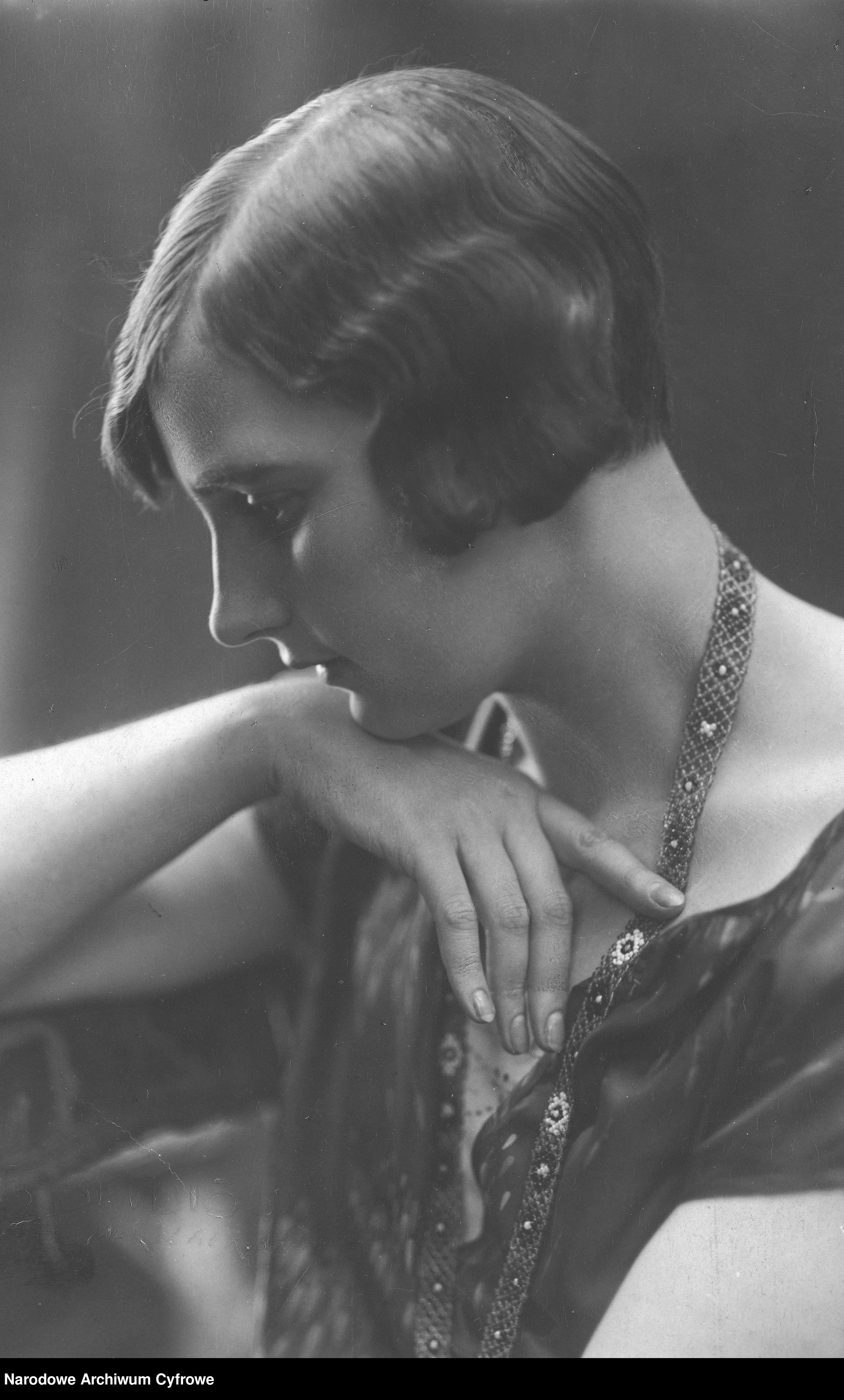
Stanisława Mazarekówna-Żółkiewska

Tadeusz Jan Żółkiewski h. Lubicz, ps. „Tadeusz” (ur. 5 lipca 1887 w Warszawie, zm. 6 grudnia 1950) – pułkownik kawalerii Wojska Polskiego, kawaler Orderu Virtuti Militari, inżynier agronom.

## Życiorys
Urodził się 5 lipca 1887 w Warszawie, w rodzinie Michała i Zofii Marii z Kozakowskich h. Lilia Darta.
W lutym 1917 dowodził 3. szwadronem Dywizjonu Ułanów Polskich, który liczył około 20 koni i oficjalnie nie istniał. Równocześnie pełnił funkcję dowódcy szkoły podoficerów, która została zorganizowana przy 3. szwadronie. W marcu grono oficerów pod jego kierownictwem opracowało tekst przysięgi całkowicie odmienny od roty przysięgi na wierność tymczasowemu rządowi rosyjskiemu, a on sam udał się do generała Jeremiasza Jakowlewicza Fenstera, komendanta Czugujewskiej Szkoły Wojskowej w celu wyjaśnienia sytuacji żołnierzy–Polaków, zmuszanych do złożenia przysięgi na wierność rządowi rosyjskiemu. Ostatecznie 25 marca dywizjon złożył przysięgę według tekstu opracowanego przez oficerów i ułanów. 27 marca wyjechał do Bałaklei po stacjonujący tam szwadron 5. Zapasowego Pułku Kawalerii, złożony z Polaków. 5 kwietnia, po powrocie do Czuhujewa, objął dowództwo tego szwadronu, który został wcielony do Pułku Ułanów Polskich jako 4. szwadron. 19 lipca został mianowany „w zastępstwie” dowódcą 4. szwadronu przez nowego dowódcę pułku płk. Bolesława Mościckiego. Na tym stanowisku wyróżnił się 24 lipca w bitwie pod Krechowcami. Po bitwie, jako jedyny oficer pułku „nie był przedstawiony do żadnego odznaczenia, gdyż już wszystkie odznaczenia, jakie mógł otrzymać rotmistrz (...) posiadał już w czasie wojny w armii rosyjskiej”. W styczniu 1918 stał na czele delegacji do francuskiej Misji Wojskowej w Kijowie, której celem było przeniesienie pułku z Rosji na front zachodni.
W lipcu 1920 na terytorium Okręgu Generalnego Lwów przystąpił do formowania małopolskich oddziałów jazdy ochotniczej z ośrodkiem koncentracji we Lwowie, Przemyślu i Stanisławowie. W sierpniu 1920 przy szwadronie zapasowym 14 Pułku Ułanów we Lwowie zorganizował 214 Pułk Ułanów Armii Ochotniczej i objął jego dowództwo. W październiku jako oficer ochotnik został zwolniony ze służby w Wojsku Polskim, oddając dowództwo pułku rotmistrzowi Adamowi Łada-Bieńkowskiemu. 19 października 1920 został wymieniony w rozkazie wewnętrznym nr 49 Generalnego Inspektora Armii Ochotniczej gen. broni Józefa Hallera jako jeden z trzech dowódców ochotniczych oddziałów jazdy obok mjr. Władysława Dąbrowskiego i mjr. Feliksa Jaworskiego. Między innymi dzięki jego ofiarności pułk 30 kwietnia 1923 otrzymał przepisowy sztandar. 8 stycznia 1924 został zatwierdzony w stopniu pułkownika ze starszeństwem z 1 czerwca 1919 i 10. lokatą w korpusie oficerów rezerwy jazdy. Posiadał wówczas przydział w rezerwie do 7 Pułku Ułanów Lubelskich w Mińsku Mazowieckim. W 1934 jako oficer rezerwy pozostawał w ewidencji Powiatowej Komendy Uzupełnień Warszawa Miasto III. Posiadał przydział do Oficerskiej Kadry Okręgowej Nr I. Był wówczas w grupie oficerów „powyżej 40 roku życia”.
W czasie okupacji niemieckiej był członkiem Narodowych Sił Zbrojnych. W czasie powstania warszawskiego w Grupie NSZ „Topór” w Śródmieściu Północ. Po kapitulacji przebywał w niemieckiej niewoli, w Oflagu VII A Murnau.
W 1917 zawarł związek małżeński z Wandą ze Zdziechowskich h. Rawicz (ur. 1885), siostrą Jerzego i Karola (1881–1944), porucznika 214 puł., kawalera Virtuti Militari. W 1929 ożenił się powtórnie ze Stanisławą Mazarekówną (1899–1976), aktorką dramatyczną, urodzoną w Gandży na Kaukazie.

## Ordery i odznaczenia
- Krzyż Srebrny Orderu Wojskowego Virtuti Militari nr 4575[25][26]
- Krzyż Walecznych[2]
- Medal Niepodległości (16 marca 1937)[27]
- Order Świętego Jerzego 4. klasy żołnierski z palmą (Imperium Rosyjskie, 7 września 1917)[28]